# Discografia Annei Lesko
Acest articol reprezintă discografia cântăreței Anna Lesko.

### Albume de studio
| Albume de studio |                 | |                                                                                            |                      |
| 2002             | Flăcări         | - Primul album de studio - Lansat: ROM: 1 ianuarie 2002 - Casă de discuri: Cat Music - Disponibil în format: CD, casetă audio                                               | - „Ard în flăcări” (2002)                                                                  | - ROM: —             |
| 2003             | Inseparabili    | - Al doilea album de studio - Lansat: ROM: 28 octombrie 2003 - Casă de discuri: Nova Music - Disponibil în format: CD, casetă audio - Vânzări: +35.000 (România)            | - „Inseparabili” (2003) - „Inocența” (2003)                                                | - ROM: (disc de aur) |
| 2004             | Pentru tine     | - Al treilea album de studio - Lansat: ROM: iunie 2004 - Relansat într-o ediție specială - Casă de discuri: Nova Music - Disponibil în format: CD, casetă audio, descărcare | - „Pentru tine” (2004) - „Nu mai am timp” (2004) - „Lasă-mă să cred” (2005)                | - ROM: —             |
| 2006             | Ispita          | - Al patrulea album de studio - Lansat: ROM: 2 februarie 2006 - Casă de discuri: Nova Music - Disponibil în format: CD, descărcare - Vânzări: +10.000 (România)             | - „Anicyka Maya” (2006)                                                                    | - ROM: (disc de aur) |
| 2010             | Jocul seducției | - Al cincilea album de studio - Lansat: ROM: 23 martie 2010 - Casă de discuri: Cat Music - Disponibil în format: CD, descărcare                                             | - „1001 dorințe” (2007) - „Ignoranța” (2008) - „Balalaika” (2009) - „In My Bedroom” (2010) | - ROM: —             |

## Discuri maxi single
| Anul | Single | Informații | Include:                              | Certificări |
| ---- | ------ | --- | ------------------------------------- | ----------- |
| 2007 | 24     | - Primul maxi single - Lansat: ROM: februarie 2007 - Casă de discuri: Nova Music - Disponibil în format: CD, descărcare digitală | - „Anicyka Maya” (2006) - „24” (2006) | - ROM: —    |

## Discuri single
| An                                                                                  | Single                                   | Poziția maximă | Poziția maximă | Videoclip | Album                                      |
| An                                                                                  | Single                                   | ROM            | Notă           | Videoclip | Album                                      |
| ----------------------------------------------------------------------------------- | ---------------------------------------- | -------------- | -------------- | --------- | ------------------------------------------ |
| 2002                                                                                | „Ard în flăcări”                         | 82             | [ 1 ]          |           | Flăcări                                    |
| 2003                                                                                | „Inseparabili”                           | —              | —              |           | Inseparabili                               |
| 2003                                                                                | „Inocența”                               | 49             | [ 2 ]          |           | Inseparabili                               |
| 2004                                                                                | „Pentru tine”                            | 79             | [ 3 ]          |           | Pentru tine și Pentru tine:Ediție Specială |
| 2004                                                                                | „Nu mai am timp” (în colaborare cu Alex) | 10             | [ 4 ]          |           | Pentru tine și Pentru tine:Ediție Specială |
| 2005                                                                                | „Lasă-mă să cred”                        | 27             | [ 5 ]          |           |                                            |
| 2006                                                                                | „Anycka Maya”                            | 2              | [ 6 ]          |           | Ispita                                     |
| 2006                                                                                | „24”                                     | 10             | [ 7 ]          |           | 24 (maxi single)                           |
| 2007                                                                                | „1001 dorințe”                           | 27             | [ 8 ]          |           | Jocul seducției                            |
| 2008                                                                                | „Ignoranța”                              | #              | —              |           | Jocul seducției                            |
| 2009                                                                                | „Balalaika”                              | #              | —              |           | Jocul seducției                            |
| 2010                                                                                | „In My Bedroom”                          | 44             | [ 9 ]          |           | Jocul seducției                            |
| 2011                                                                                | „Get It”                                 | 56             | [ 10 ]         |           | —                                          |
| 2011                                                                                | „Wake Up”                                | 61             | [ 11 ]         |           | —                                          |
| 2012                                                                                | „Go Crazy” (în colaborare cu Gilberto)   | —              | —              |           | —                                          |
|                                                                                     | „Ivanko“ (in colabore cu Culita Sterp)   |                |                |           | —                                          |
| #^ Clasamentul nu a mai fost publicat în perioada în care a fost promovat cântecul. |                                          |                |                |           |                                            |

## Albume video
| An   | Titlu                       | Informații | Include | Certificare |
| ---- | --------------------------- | --- | --- | ----------- |
| 2007 | Anna Lesko Video Collection | - Primul album video - Include videoclipuri și un interviu - Lansat: februarie 2007 - Casă de discuri: Nova Music - Formate: DVD | - „Ard în flăcări” (2002) - „Inseparabili” (2003) - „Inocența” (2003) - „Pentru tine” (2004) - „Nu mai am timp” (2004) - „Lasă-mă să cred” (2005) - „Anicyka Maya” (2006) - „24” (2006) - Interviu | - ROM: —    |